# Colegiata de San Pedro (Ager)
Para ver otras colegiatas bajo la misma advocación, véase Colegiata de San Pedro.
La colegiata de San Pedro se encuentra en la localidad catalana de Ager, en la comarca de la Noguera. Está dentro de las murallas del castillo, muy cerca del antiguo palacio de los vizcondes.

## Historia
En el 1036 existía en el lugar un monasterio benedictino. En 1047, al completarse la reconquista de la localidad, Arnal Mir de Tost instaló en el cenobio a una serie de clérigos procedentes de la comarca de Osona. El propio Arnal se encargó de dotar a la abadía y de conseguir para la misma la exención por parte del obispado de Urgel. Arnal de Tost llegó a ofrecer a Cluny la comunidad de San Pedro como priorato aunque no llegó a consumarse esa donación.

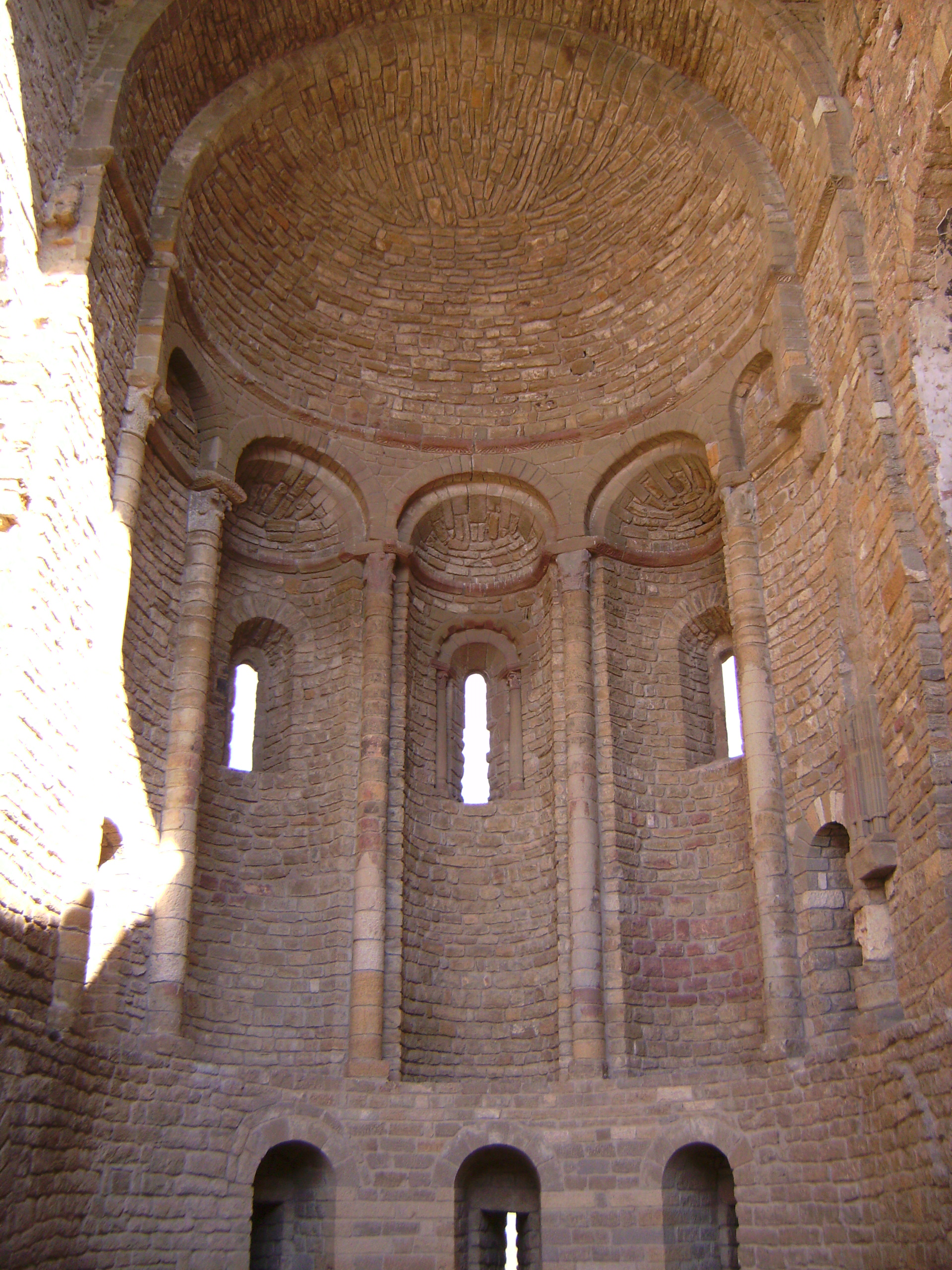
Ábside

En el siglo XII se enfrentó con los obispos de Urgel por culpa de la exención concedida. Más tarde el enfrentamiento fue con los obispos de Lérida. A causa del conflicto, la abadía empezó a decaer. En 1232, Bernat Calbó, quien fue abad del Monasterio de Santes Creus, llegó hasta San Pedro y consiguió reanimarlo. El monasterio de San Pedro llegó a tener jurisdicción sobre 38 parroquias además de 16 anexos.
En 1592, el papa Clemente VIII secularizó la abadía y la convirtió en colegiata y arzobispado. En 1874 quedó incorporada al obispado de Lérida.

## Edificio
Únicamente se ha conservado la iglesia de la colegiata, construida en el siglo XI. En origen, era de tres naves coronadas por tres ábsides. El ábside central está cubierto con un cuarto de esfera. En él se abren cinco hornacinas, cada una con una ventana, que se encuentran enmarcadas por unas semicolumnas decoradas con capiteles esculpidos.
Bajo la iglesia se encuentra una cripta que puede considerarse como una iglesia separada. Es de tres naves y se cree que se trata de un templo más antiguo, construido entre 1048 y 1068. Todo el templo, que está en manos de la Generalidad de Cataluña desde 1984, se encuentra en proceso de restauración. Las reformas fueron iniciadas ya por Josep Puig i Cadafalch. Puig se encargó de apuntalar parte del claustro y de restaurar el campanario del templo.
Se conserva una parte del claustro, construido por Pedro el Ceremonioso, de estilo gótico. El resto del claustro resultó muy dañado durante la Guerra de los Segadores. En el Museo Diocesano de Lérida se conservan algunos de sus capiteles románicos. Tanto las pinturas murales, obra del llamado Maestro de Pedret, como dos capiteles pueden verse en el MNAC